# 叠山镇
叠山镇，是中华人民共和国江西省上饶市弋阳县下辖的一个乡镇级行政单位。

## 行政区划
叠山镇下辖以下地区：
双港社区、双港村、管家村、周潭村、翁家村、慈竹村和马岭村。